# 北山交流道
北山交流道為臺灣國道六號的交流道，位於臺灣南投縣國姓鄉北山村，指標為25k，僅東出西入。由於國姓鄉境內幅員廣大，其中國姓交流道位置比較偏西，離偏東側的北山坑等村落地理位置稍遠，故興建此交流道，於2013年11月21日通車。
|  | 25 北山 |  | 北山 |

## 外部連結
- 國道六號北山交流道示意圖 （页面存档备份，存于）（交通部高速公路局）